# Palingsound
Unter Palingsound versteht man einen Stil der Popmusik, der sich vor allem in den Niederlanden großer Beliebtheit erfreut. Zentrum des Palingsounds ist Volendam.
Auch über die Grenzen der Niederlande hinaus bekannte Vertreter des Palingsound sind unter anderem BZN, The Cats, die George Baker Selection und The Classics.
Paling ist das niederländische Wort für Aal. Durch die Bezeichnung dieses Musikstils mit Paling soll ausgesagt werden, dass es sich um „glatte“, eingängige Musik handelt, die man auch mit dem Begriff Easy Listening charakterisiert und die Evergreens schafft.
In Volendam gibt es ein Palingsound-Museum.